# Instantní polévka

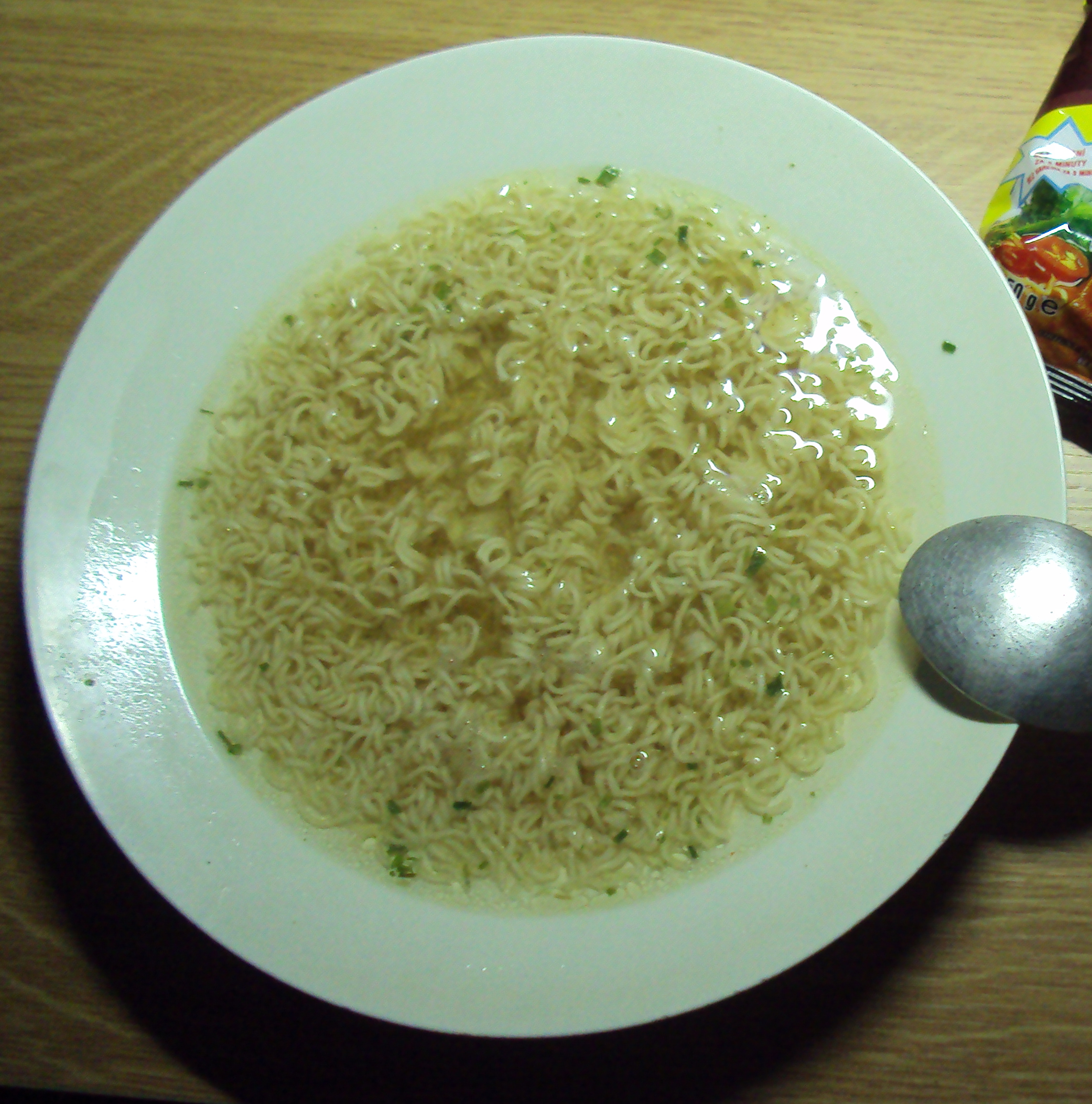
Vietnamská sáčková polévka

Instantní polévka je dehydrovaná polévka dodávaná na trh v sáčku, která se před spotřebou doplní vodou a zalije vřící vodou. Jiné druhy se rozmíchané ve vodě uvaří. Návod je na obalu. Některé druhy polévek mají v obalu zatavené v minisáčcích i přílohy. Pro provozovny rychlého občerstvení, ale také pro restaurace a provozovny závodního či školního stravování se vyrábějí instantní polévky v gastro balení.

## Historie
Za krále instantních polévek bývá označován Carl Heinrich Knorr z Německa, který po roce 1860 začal s výrobou sušených potravin a spolu se svými syny uvedl na trh řadu sušených zelenin a koření do polévek. Za první instantní polévku bývá označena Hrachová klobása, dodávána na trh byla od roku 1870.

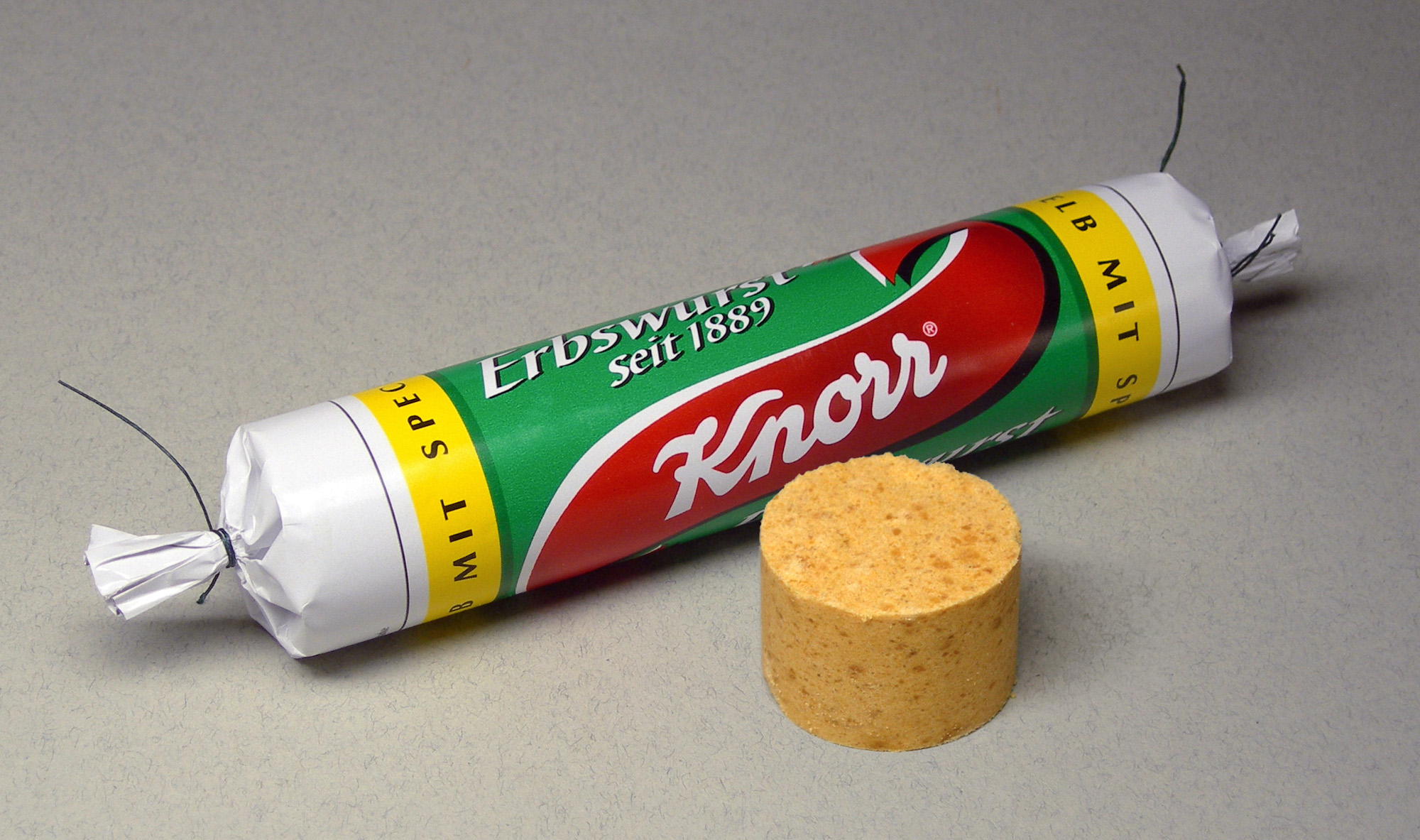
Erbswurst, čili Hrachová klobása z roku 1889 v novém balení

Podle jiných zdrojů dehydratace polévek byla vynalezena v roce 1886 Juliem Maggim, švýcarským mlynářem. Tehdy dodal na trh první dehydrovanou polévku z hrachu a fazolí. Vynálezem řešil urychlení přípravy hotového jídla s dostatečnou výživovou hodnotou a za nízkou cenu. Téhož roku přišel s dalším vynálezem, kořením pro ochucení polévek.
Až ve 20. století byly vynalezeny v Japonsku instantní nudle.
Instantní polévky jsou součástí snadno dostupných ultrazpracovaných potravin, oblíbených pro jejich rychlou přípravu.

## Rizika instantních polévek
Řada instantních polévek je doplněna konzervanty, barvícími a aromatickými látkami; jsou mnohdy nevhodné pro děti, těhotné ženy a lidi s alergiemi či nemocemi. Polévky bez těchto příměsí mívají označení BIO a jsou upravené jako vhodné pro strávníky s dietou.[zdroj?]
Toxické kovy v instantních polévkách jsou v malých koncentracích nepředstavujících zdravotní riziko.